# Diongo
Pour les articles homonymes, voir Diongo (homonymie).
Diongo (ou Liongo) est une localité du Cameroun, située dans l'arrondissement de Bamusso, le département du Ndian et la Région du Sud-Ouest.

## Population
En 1953 on y a dénombré 47 habitants. Ce nombre a été estimé à 52 en 1968-1969, puis à 45 en 1972, pour la plupart des Balundu, du groupe Oroko.
Lors du recensement national de 2005, Diongo comptait 651 habitants.
Une étude de terrain de 2011 y a dénombré 2 869 personnes.